# Хващево
Хващево (пол. Chwaszczewo) — село в Польщі, у гміні Сідра Сокульського повіту Підляського воєводства.
Населення — 183 особи (2011).
У 1975-1998 роках село належало до Білостоцького воєводства.

## Демографія
Демографічна структура станом на 31 березня 2011 року:
|          | Загалом | Допрацездатний вік | Працездатний вік | Постпрацездатний вік |
| -------- | ------- | ------------------ | ---------------- | -------------------- |
| Чоловіки | 98      | 19                 | 62               | 17                   |
| Жінки    | 85      | 19                 | 47               | 19                   |
| Разом    | 183     | 38                 | 109              | 36                   |